# سیارک ۶۷۵۴
سیارک ۶۷۵۴ (به انگلیسی: 6754 Burdenko، نامگذاری:1976UD4) شش هزار و هفتصد و پنجاه و چهارمین سیارک کشف شده‌است که در ۲۸ اکتبر ۱۹۷۶ کشف شد.
قدر مطلق سیارک برابر ۱۳٫۹۰ است.